# Kabúdzsija perzsa király
Kabúdzsija (óperzsául: 𐎣𐏍𐎩𐎡𐎫, ka-bū-ja-i-ya, normalizált alakja Kabūjiya, „az idősebb”, görögül Καμβύσης [Kambüszész], latinul Cambyses), (? – Kr. e. 559) Ansan perzsa állam uralkodója volt körülbelül Kr. e. 602-től Kr. e. 559-ig, a Perzsa Birodalmat létrehozó II. Kurus apja.

## Élete
Kambüszész az Akhaimenida-dinasztiát megalapító Hakhámanis (Akhaimenész) dédunokája volt és I. Kurus ansani király fia.
Hérodotosz szerint „jó családból származó, csendes természetű ember” volt. Uralkodása idején Ansan Istuviga (Asztüagész) méd király ellenőrzése alá tartozott. A források szerint Asztüagész lányát, Mandanét vette feleségül, akinek anyja a lüdiai Arüenisz hercegnő (II. Alüattész lüd király leánya) volt.
Hérodotosz szerint Asztüagész azért Kambüszészt választotta vejéül, mert nem tartott tőle, hogy uralomra törne. Nem ez volt a helyzet Kambüszész fiával, Kürosszal, aki végül meghódította a Méd Birodalmat. Xenophón szerint Kambüszész eredetileg a médek ellen lázadó asszírok ellen induló 30 ezer fős perzsa sereg élére nevezte ki Küroszt.

## Fordítás
Ez a szócikk részben vagy egészben  a   Cambyses I című angol Wikipédia-szócikk ezen változatának fordításán alapul.  Az eredeti cikk szerkesztőit annak laptörténete sorolja fel. Ez a jelzés csupán a megfogalmazás eredetét és a szerzői jogokat jelzi, nem szolgál a cikkben szereplő információk forrásmegjelöléseként.

## Külső hivatkozások
- A more detailed profile of him Archiválva 2009. február 26-i dátummal a Wayback Machine-ben

| Előző uralkodó: Ansan: I. Kurus | Ó-Perzsia királya Ansan: Kr. e. 580 – Kr. e. 559 | Következő uralkodó: II. Kurus |